# 吉田製油所
株式会社吉田製油所（よしだせいゆじょ）は、木材保存剤、木材保護塗料、瀝青製品を作る会社。

## 沿革
- 1909年（明治42年） 現在の東京都江東区大島に吉田製油所設立。東京瓦斯株式会社（現　東京ガス）の特約店として、コールタール、クレオソートの販売開始。
- 1942年（昭和17年） 第二次世界大戦中のタール製品の統制強化により休業。
- 1946年（昭和21年） 有機化学燃料株式会社設立。本社を現在の東京都台東区上野に置き、コールタールの販売開始。
- 1948年（昭和23年） 社名を株式会社吉田製油所に変更。
- 1949年（昭和24年） 関東タール製品株式会社（現　東京ガスケミカル株式会社）の特約店となる。神奈川県川崎市戸手町に川崎工場を建設。
- 1960年（昭和35年） 関連会社　星化燃料販売株式会社（現　株式会社セイカ）を設立。東京液化ガス株式会社（現　東京ガスエネルギー株式会社）の販売代行店としてLPガスの販売開始。
- 1968年（昭和43年） 東京都青梅市に青梅工場を建設。常温合材の製造開始。川崎工場を、浮島町に移転。
- 2001年（平成13年） 川崎工場がISO9002認証取得。
- 2003年（平成15年） 川崎工場がISO 9001認証取得。